# Cuffley
Cuffley är en ort i Storbritannien.   Den ligger i grevskapet Hertfordshire och riksdelen England, i den sydöstra delen av landet, 22 km norr om huvudstaden London. Cuffley ligger 69 meter över havet och antalet invånare är 4 402.
Terrängen runt Cuffley är platt. Runt Cuffley är det mycket tätbefolkat, med 3 369 invånare per kvadratkilometer. Närmaste större samhälle är Islington, 19,1 km söder om Cuffley. Runt Cuffley är det i huvudsak tätbebyggt.